# Bryum oncophorum
Bryum oncophorum är en bladmossart som beskrevs av Georg Ernst Ludwig Hampe 1878. Bryum oncophorum ingår i släktet bryummossor, och familjen Bryaceae. Inga underarter finns listade i Catalogue of Life.